# 브룸 (웨스턴오스트레일리아주)

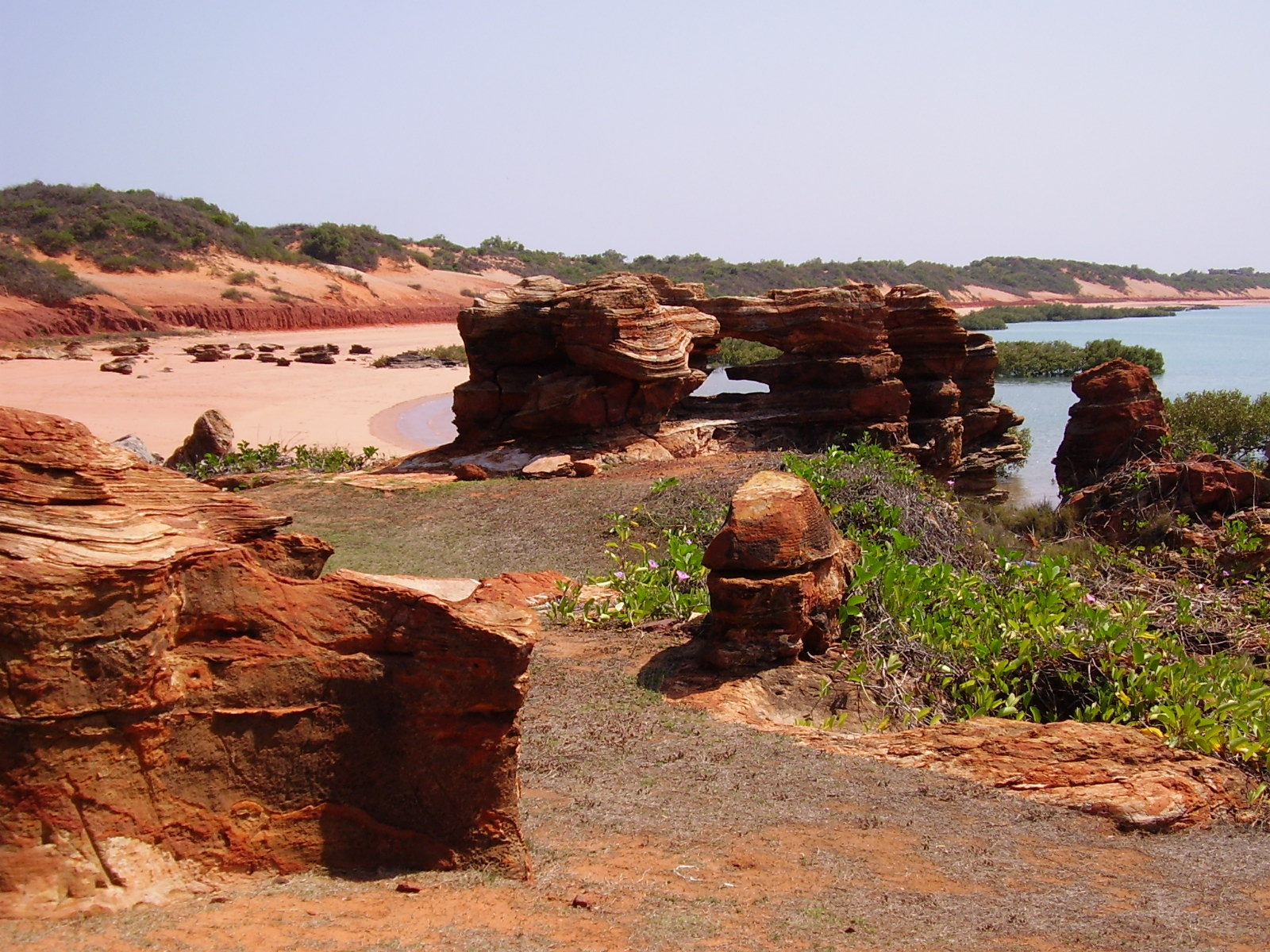
브룸

브룸(영어: Broome)은 오스트레일리아 웨스턴오스트레일리아주의 도시로, 웨스턴오스트레일리아 주의 주도인 퍼스에서 북쪽으로 약 2,200km 정도 떨어진 곳에 위치한다. 연간 통근 인구 수는 14,436명(2006년 인구 조사에서는 11,547명)이며 연간 관광객 수는 약 239,000명으로 추산된다.
세계적으로 품질이 뛰어난 것으로 유명한 진주가 많이 생산된다. 진주박물관은 일본과 말레이시아, 필리핀 이민자들이 이 곳에서 진주를 캤던 역사를 간직하고 있으며 일본인 묘지는 이 곳에서 진주를 캐기 위해 오스트레일리아로 이민을 가던 중 실종된 약 1,000명의 일본인을 추모하는 묘지이다.
이 곳에서는 오스트레일리아 원주민인 야우루족이 살았던 것으로 추정된다. 1688년과 1699년 영국의 탐험가 윌리엄 댐피어가 두 차례에 걸쳐 이 곳을 처음 방문했다고 전해지며 브룸이라는 이름은 당시 이 곳에서 많이 사용된 지명을 들은 댐피어가 명명한 데서 유래된 이름이다. 브룸에서 7km 정도 떨어진 곳에는 길이가 22.5km에 달하는 케이블 해변이 있는데 이 곳은 오스트레일리아의 대표적인 해변 가운데 하나이기도 하다. 주도 퍼스까지를 연결하는 항공 노선이 지나간다.

## 기후
| Broome Airport의 기후    | Broome Airport의 기후 | Broome Airport의 기후 | Broome Airport의 기후 | Broome Airport의 기후 | Broome Airport의 기후 | Broome Airport의 기후 | Broome Airport의 기후 | Broome Airport의 기후 | Broome Airport의 기후 | Broome Airport의 기후 | Broome Airport의 기후 | Broome Airport의 기후 | Broome Airport의 기후 |
| 월                       | 1월                   | 2월                   | 3월                   | 4월                   | 5월                   | 6월                   | 7월                   | 8월                   | 9월                   | 10월                  | 11월                  | 12월                  | 연간                  |
| ------------------------ | --------------------- | --------------------- | --------------------- | --------------------- | --------------------- | --------------------- | --------------------- | --------------------- | --------------------- | --------------------- | --------------------- | --------------------- | --------------------- |
| 역대 최고 기온 °C (°F)   | 44.1 (111.4)          | 42.7 (108.9)          | 42.2 (108.0)          | 41.0 (105.8)          | 38.7 (101.7)          | 36.2 (97.2)           | 36.0 (96.8)           | 37.8 (100.0)          | 41.3 (106.3)          | 43.4 (110.1)          | 44.3 (111.7)          | 44.8 (112.6)          | 44.8 (112.6)          |
| 일평균 최고 기온 °C (°F) | 33.3 (91.9)           | 32.9 (91.2)           | 34.0 (93.2)           | 34.3 (93.7)           | 31.6 (88.9)           | 29.2 (84.6)           | 28.9 (84.0)           | 30.3 (86.5)           | 31.8 (89.2)           | 33.0 (91.4)           | 33.7 (92.7)           | 33.9 (93.0)           | 32.2 (90.0)           |
| 일평균 최저 기온 °C (°F) | 26.3 (79.3)           | 26.0 (78.8)           | 25.5 (77.9)           | 22.7 (72.9)           | 18.3 (64.9)           | 15.2 (59.4)           | 13.7 (56.7)           | 14.9 (58.8)           | 18.5 (65.3)           | 22.5 (72.5)           | 25.2 (77.4)           | 26.5 (79.7)           | 21.3 (70.3)           |
| 역대 최저 기온 °C (°F)   | 19.0 (66.2)           | 15.2 (59.4)           | 16.0 (60.8)           | 12.6 (54.7)           | 7.7 (45.9)            | 5.2 (41.4)            | 3.3 (37.9)            | 3.8 (38.8)            | 8.9 (48.0)            | 13.3 (55.9)           | 16.7 (62.1)           | 17.4 (63.3)           | 3.3 (37.9)            |
| 평균 강우량 mm (인치)    | 191.5 (7.54)          | 183.0 (7.20)          | 98.9 (3.89)           | 25.5 (1.00)           | 26.9 (1.06)           | 18.9 (0.74)           | 6.8 (0.27)            | 2.2 (0.09)            | 1.4 (0.06)            | 1.4 (0.06)            | 9.1 (0.36)            | 63.3 (2.49)           | 628.9 (24.76)         |
| 평균 강우일수 (≥ 0.2 mm) | 11.7                  | 11.5                  | 7.9                   | 2.6                   | 2.4                   | 1.8                   | 1.3                   | 1.0                   | 0.9                   | 0.6                   | 1.3                   | 5.5                   | 48.5                  |
| 평균 오후 상대 습도 (%)  | 65                    | 67                    | 60                    | 45                    | 38                    | 36                    | 33                    | 35                    | 45                    | 54                    | 57                    | 61                    | 50                    |
| 평균 월간 일조시간       | 257.3                 | 212.8                 | 263.5                 | 294.0                 | 291.4                 | 282.0                 | 306.9                 | 325.5                 | 312.0                 | 337.9                 | 336.0                 | 291.4                 | 3,510.7               |
| 출처:                    |                       |                       |                       |                       |                       |                       |                       |                       |                       |                       |                       |                       |                       |